# Kopřivnice
Kopřivnice (niem. Nesselsdorf) – miasto w Czechach, w kraju morawsko-śląskim. Według danych z 2005 roku powierzchnia miasta wynosiła 2748 ha, a liczba jego mieszkańców 23 300 osób. 
W mieście znajdują się korty tenisowe, basen kryty i baseny odkryte.

## Gospodarka
W mieście rozwinął się przemysł samochodowy, elektrotechniczny oraz ceramiczny.
W mieście jest stacja kolejowa Kopřivnice.

## Geografia
Dawna wieś Kopřivnice rozciągała się wzdłuż potoku Kopřivnička, lewym dopływem Lubiną w dorzeczu Odry. Geograficznie leży na Pogórzu Morawsko-Śląskim a najwyższe wzniesienie w granicach miasta to Pískovna (584 m). Historycznie leży w północno-wschodnich Morawach, w etnograficznym regionie Lasko.

### Klimat (1979–2013)
| Miesiąc                                 | Sty   | Lut   | Mar   | Kwi  | Maj  | Cze  | Lip  | Sie  | Wrz  | Paź  | Lis   | Gru   | Roczna |
| --------------------------------------- | ----- | ----- | ----- | ---- | ---- | ---- | ---- | ---- | ---- | ---- | ----- | ----- | ------ |
| Rekordy maksymalnej temperatury [°C]    | 13.2  | 17.5  | 20.5  | 28.6 | 31.1 | 33.5 | 35.5 | 36.3 | 29.8 | 25.2 | 21.1  | 15.7  | 36,3   |
| Średnie temperatury w dzień [°C]        | 0.8   | 2.6   | 7.5   | 13.8 | 19.2 | 22.0 | 24.1 | 24.0 | 18.9 | 13.5 | 6.7   | 2.1   | 12,9   |
| Średnie dobowe temperatury [°C]         | -2.0  | -1.0  | 3.0   | 8.2  | 13.3 | 16.3 | 18.1 | 17.7 | 13.2 | 8.6  | 3.5   | -0.4  | 8,2    |
| Średnie temperatury w nocy [°C]         | -5.1  | -4.4  | -0.9  | 2.8  | 7.4  | 10.7 | 12.4 | 12.1 | 8.6  | 4.6  | 0.5   | -3.2  | 3,8    |
| Rekordy minimalnej temperatury [°C]     | -28.3 | -23.5 | -19.9 | -6.9 | -3.3 | 2.3  | 4.6  | 4.0  | -0.2 | -7.6 | -17.0 | -24.3 | −28,3  |
| Opady [mm]                              | 33    | 30    | 38    | 45   | 79   | 98   | 95   | 75   | 68   | 45   | 44    | 41    | 692    |
| Średnia liczba dni z opadami            | 9     | 9     | 10    | 9    | 12   | 13   | 12   | 10   | 9    | 8    | 9     | 11    | 121    |
| Źródło: Na podstawie 35-lecia 1979-2013 |       |       |       |      |      |      |      |      |      |      |       |       |        |

## Historia

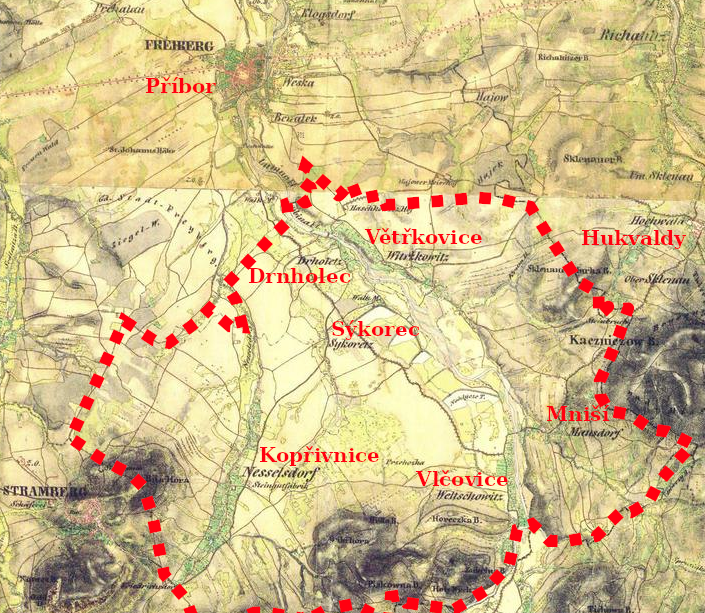
Miejscowości wchodzące dziś w granice miasta Kopřivnice na mapie z połowy XIX wieku.

Miejscowość rozwinęła się najprawdopodobniej w XIV wieku jako podgrodzie zamku Šostýn, ale pierwsza pisemna wzmianka pochodzi dopiero z 1437 w postaci Copřivnice. Słowiańska nazwa pseudopatronimiczna wywodząca się od pokrzywy (cz. kopřiva) dominowała do XVIII wieku, kiedy zaczęła ją wypierać niemiecka nazwa z końcówką -dorf, wpierw od imienia Nickel (Mikołaj): Nickelsdorrf (1720), szybko przekształcona w Nesseldorf (niem. Nessel - pokrzywa). Przez stulecia należała do biskupiego państwa hukwaldzkiego.
W XIX wieku nastąpił znaczący rozwój miejscowości, powstały tu m.in. fabryka wyrobów fajansowych (1813) oraz wytwórnia powozów Ignácego Šustali (1853), w 1882 przekształcona w fabrykę Tatra. Początkowo Tatra produkowała wagony kolejowe, a później samochody, dziś znana jest głównie z produkcji ciężarówek. W czasach komunizmu zatrudniała ponad 16 tysięcy osób, w tym robotników z Wietnamu. Obecnie zakład zatrudnia ok. 3 tys. pracowników. W 1997 powstało Muzeum Tatry.
Według austriackiego spisu ludności z 1900 r. Nesselsdor/Kopřivnice liczył już 3319 mieszkańców zamieszkałych w 295 domach, na obszarze 964 hektarów, z czego większość (3243) było katolikami, 65 ewangelikami, 19 żydami, 2843 było czesko- a 385 niemieckojęzycznymi.
Prawa miejskie uzyskała w 1946, w latach następnych wchłonęła okoliczne miejscowości: Lubinę, Mniší i Vlčovice.

## Demografia
| Rok             | 1970   | 1980   | 1991   | 2001   | 2003   | 2006   |
| --------------- | ------ | ------ | ------ | ------ | ------ | ------ |
| Liczba ludności | 12 917 | 19 044 | 24 102 | 23 747 | 23 424 | 23 642 |

Źródło: Czeski Urząd Statystyczny

## Galeria

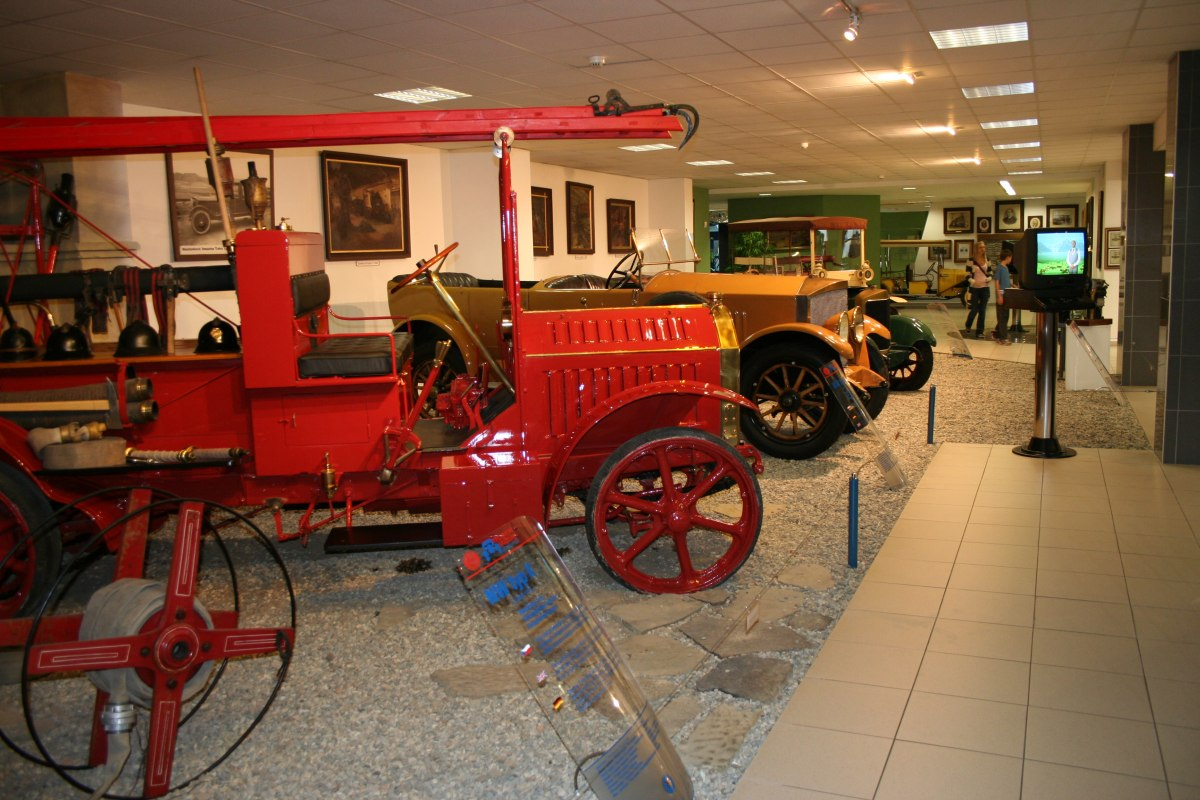
Muzeum Tatry
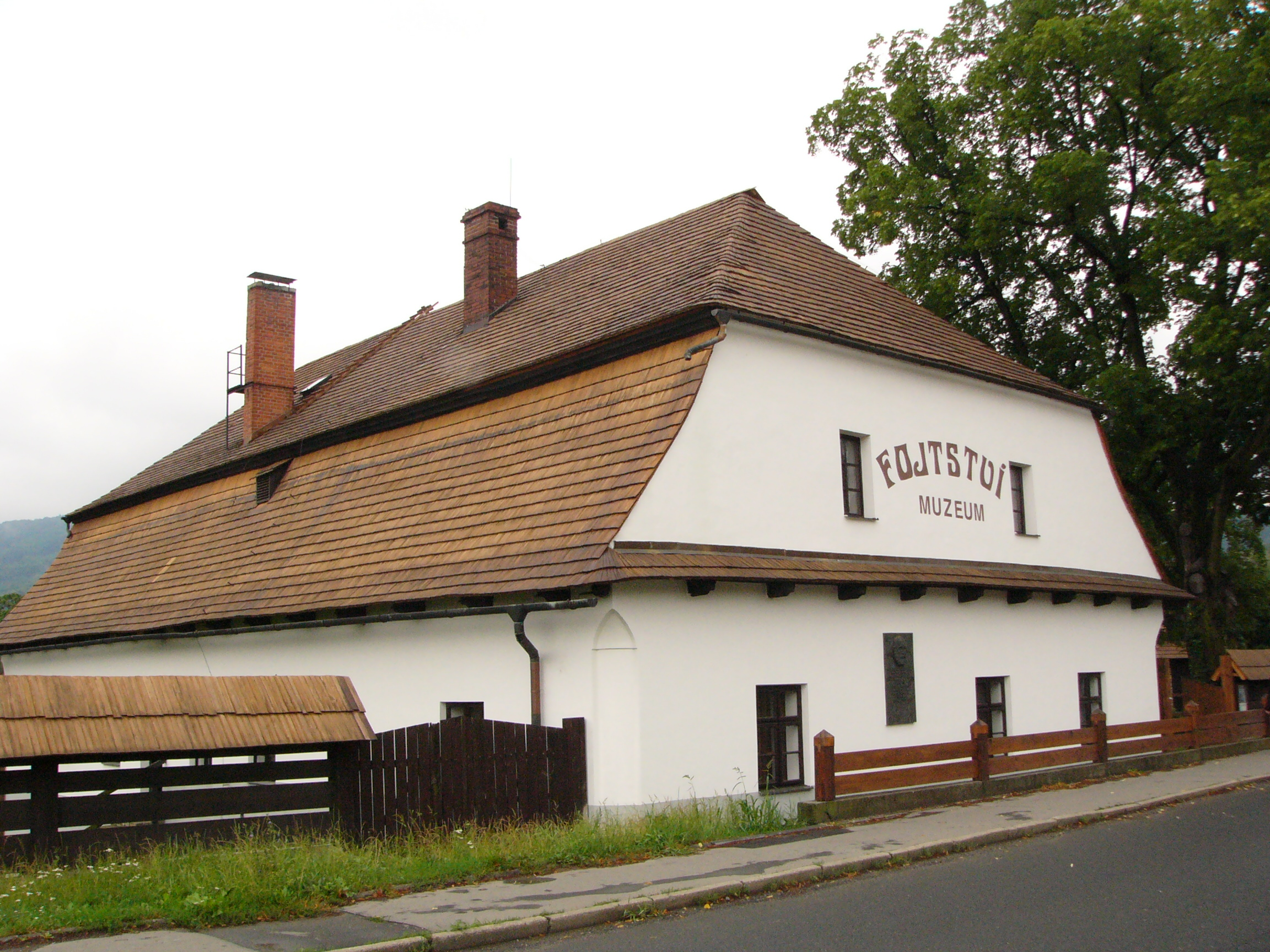
Muzeum w budynku wójtostwa
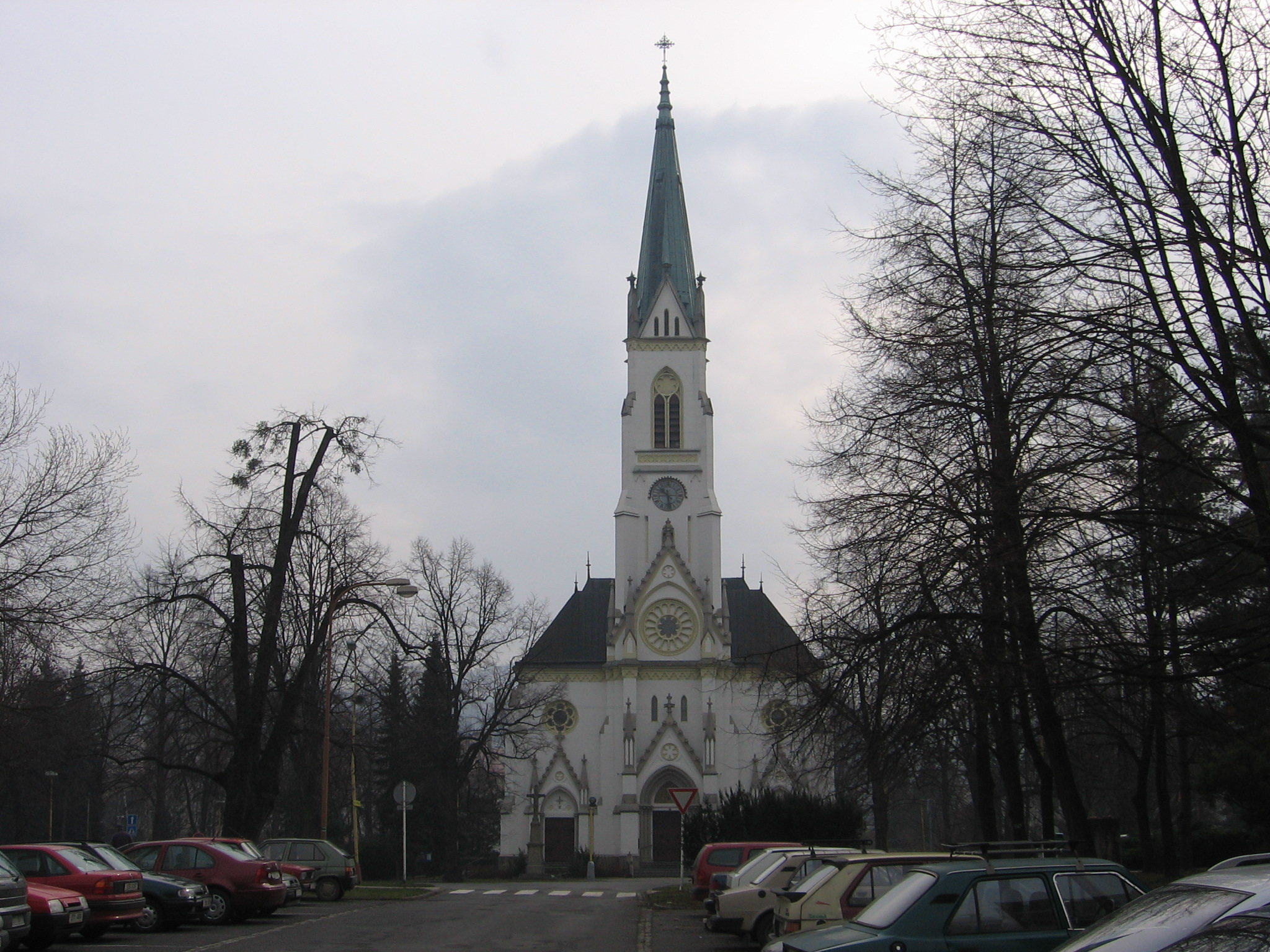
Kościół św. Bartłomieja

## Urodzeni w mieście
- Hana Šromová – czeska tenisistka
- Emil Zátopek (ur. 1922) – czeski biegacz
- Konrad Dyba (ur. 1907) – polski architekt

## Miasta partnerskie
- Trappes
- Zwönitz
- Myszków
- Castiglione del Lago
- Congleton